# Wasserbehälter (Hangen-Wahlheim)

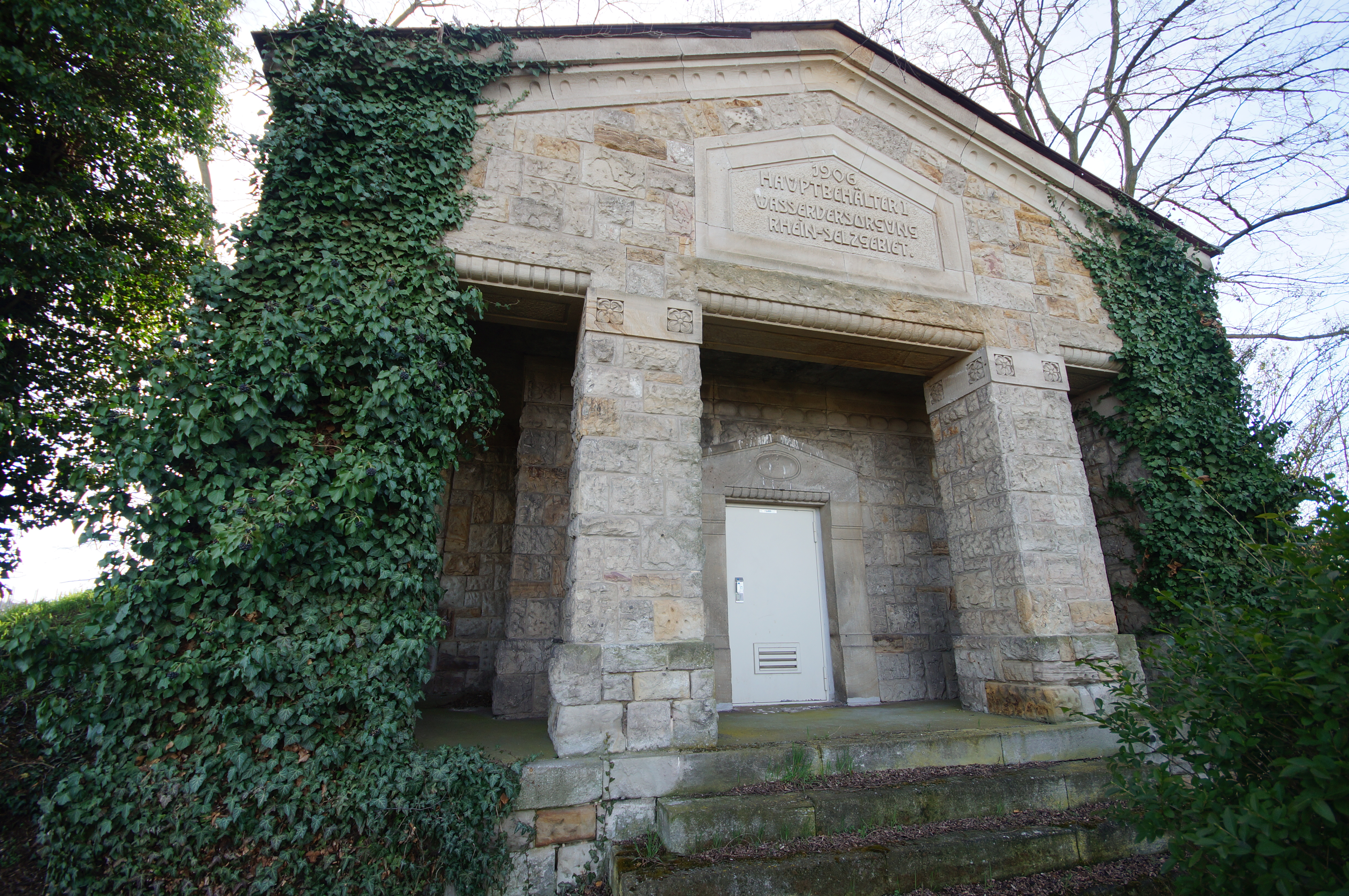
Wasserbehälter in Hangen-Wahlheim

Der Wasserbehälter in Hangen-Wahlheim, einem Ortsteil der Ortsgemeinde Alsheim im Landkreis Alzey-Worms in Rheinland-Pfalz, wurde 1906 errichtet. Der Wasserbehälter westlich des Ortes in der Flur An der Kühhohl ist ein geschütztes Kulturdenkmal.
Der Typenbau in Formen des Jugendstils aus Sandstein-Bossenquadern hat Pfeiler, die den Dreiecksgiebel tragen. Der Raum zwischen den Pfeilern und dem Eingang ist als Halle gestaltet. Die Inschrift im Giebel mit Jugendstil-Buchstaben lautet: „1906 Hauptbehälter I Wasserversorgung Rhein-Selzgebiet.“ Das Giebelmotiv wird bei der Rahmung der Tür und bei der Inschrifttafel wiederholt. Der Bau aus weißgelben Flonheimer Sandsteinquadern wird von einem Satteldach mit rötlichem Titanzinkblech gedeckt.
Das Bauwerk wurde nach Plänen des Architekten Wilhelm Lenz von der Großherzoglichen Kulturinspektion Mainz errichtet. Der Wasserbau-Ingenieur und Baubeamte Bruno von Boehmer entwarf und leitete von 1897 bis 1907 die Modernisierung der Wasserversorgung großer Teile Rheinhessens.